# Томас Де Винсенти
Томас Де Винсенти (на испански: Tomás De Vincenti) е аржентински футболист, полузащитник, който играе за Ал Шабаб.

## Кариера
Юноша е на Екскурсионистас. През 2009 г. е привлечен от скаутите на гръцкия ПАС Янина, където подписва първи професионален договор за 4 години. С тима от Янина печели промоция за гръцката суперлига през 2011 г. По време на участието на отбора в елитната дивизия, Де Винсенти е желан от Олимпиакос и Панатинайкос. На полусезона 2012/13, офертата на детелините е отхвърлена и той остава в ПАС Янина. Именно срещу тях той вкарва гол, който е избран от феновете за гол на сезона в суперлигата, като за него гласът си дават повече от 50% от феновете. Де Винсенти подписва 3-годишен договор с Олимпиакос през 2013 г. Не успява да се наложи там и на 2 септември 2013 г. е преотстъпен на бившия си тим ПАС Янина за 5 месеца. На 3 януари 2014 г. е отдаден под наем на АПОЕЛ до края на сезона. Дебютира на 22 януари 2014 г. срещу АЕЛ Лимасол. Представя се много добре, като след първите 9 мача има 8 гола. На 11 май 2014 г. отбелязва хеттрик срещу Анортозис, мач, който завършва 8:1 от плейофите на първенството. На 11 юли 2014 г. е привлечен в АПОЕЛ с договор за 3 години срещу сумата от €500 000. През сезон 2014/15 участва в груповата фаза на шампионската лига. През същия сезон печели дубъл в Кипър. На 11 август 2016 г. е продаден на дубайския Ал Шабаб за €3 млн.

## Отличия

### АПОЕЛ
- Кипърска първа дивизия (3): 2013/14, 2014/15, 2015/16
- Носител на Купата на Кипър (2): 2014, 2015